# 伊凡丁湖
在托爾金（J. R. R. Tolkien）的小說裡，伊凡丁湖（Lake Evendim）是中土大陸的一座湖泊，又稱南努爾湖（Nenuial），南努爾湖在辛達林語中意為「微光之湖」伊凡丁湖離伊利雅德北部夏爾地區約100哩，此湖南北向約50哩，東西向約20哩。據托爾金專家凱倫·韋恩·方斯坦估計，伊凡丁湖面積約為639平方哩。
此湖西岸則是微光丘陵（Hills of Evendim），南岸則是亞爾諾第一座首都-安努米那斯，巴蘭督因河源頭則是從這湖向東流出。